# Aeroporto de Fonte Boa
O Aeroporto de Fonte Boa (IATA: FBA - ICAO: SWOB) está localizado no município de Fonte Boa, no estado do Amazonas. 
Suas coordenadas são as seguintes: 02°32'01.00"S de latitude e 66°04'02.00"W de longitude. Possui uma pista de 1270m de asfalto.

## Reforma
É um dos 25 aeroportos do Amazonas incluídos no PDAR - Plano de Desenvolvimento da Aviação Regional, criado em 2012, do Governo Federal, que visa construir e/ou reformar num total de 270 aeroportos em todo o país.